# Демарат Коринфский
Демарат Коринфский (др.-греч. Δημάρατος, лат. Demaratus; ум. до 631 до н. э.) — легендарный родоначальник римского царского дома Тарквиниев, отец Тарквиния Древнего.
Согласно традиции, принадлежал к правившему в Коринфе олигархическому клану Бакхиадов. По словам Дионисия Галикарнасского, занимался морской торговлей с Италией, и имел обширные связи в Этрурии. После переворота в Коринфе и установления тирании Кипсела в 657 до н. э. эмигрировал к этрускам и поселился в Тарквиниях, где женился на местной аристократке. Страбон пишет, что Демарат и в Коринфе был среди правителей города, и в Тарквиниях, благодаря своему богатству, стал правителем. Другие авторы с этим не согласны. Дионисий пишет, что сын Демарата Лукумон уехал из Тарквиний в Рим именно потому, что, желая играть видную роль, из-за своего иностранного происхождения не считался «не только в числе первых, но и средних граждан».
Известный знаток этрусской истории император Клавдий также утверждал, что хотя жена Демарата была знатного рода, но вышла за него только из-за своей бедности.
Легенда о Демарате была известна уже Полибию. Страбон и Плиний Старший, который ссылается на Корнелия Непота, сообщают, что Демарат привез в Этрурию многочисленных ремесленников и художников, которые значительно повысили культурный уровень туземцев. Тацит даже пишет, что именно Демарат обучил этрусков греческому письму, на основе которого они разработали собственную письменность.
Об историчности этого персонажа трудно сказать что-либо определенное, а история его эмиграции из Коринфа в Этрурию представляет собой параллель такой же эмиграции Тарквиния Древнего в Рим, к тому же хронология династии Тарквиниев, разработанная ранними анналистами, не выдерживает критики, что было ясно уже Дионисию. В рассказах Страбона, Плиния и Тацита Демарат предстает героем-культуртрегером, наподобие Дедала и Кадма. В этих представлениях отражены действительно существовавшие в VII веке до н. э. торговые и культурные связи этрусков с греческими городами, в частности с Коринфом, и то влияние, которое оказывала греческая цивилизация. К тому же греческое происхождение этрусской династии позволяло слегка принизить ту ведущую роль, которую этруски сыграли в истории Рима.
Согласно хронологии Дионисия, Демарат умер до 631 до н. э. У него было двое сыновей:
- Аррунт (ум. до 631 до н. э.), умер незадолго до своего отца
- Лукумон, он же Тарквиний Древний.